# Sulfatni postupak
Sulfatni postupak se najviše primjenjuje danas u proizvodnji papira (dobiva se sulfatna celuloza u obliku dugih i čvrstih vlakana), u kojem se celulozna masa nakon iskuhavanja (5 sati na 100 do 180 °C) s natrijevim hidroksidom i natrijevim sulfidom odvaja od preostaloga luga, čisti, pere i po potrebi izbjeljuje. Lug se regenerira isparavanjem, dodavanjem natrijeva sulfata radi nadoknade potrošenog natrija, spaljivanjem i kaustificiranjem. Sličan je i natronski (soda) postupak, u kojem je aktivna alkalija natrijev hidroksid, a lug se regenerira natrijevim karbonatom. Zbog manje obojenosti proizvoda prije bijeljenja, prije se više primjenjivao sulfitni postupak, zbog manje obojenosti proizvoda prije bijeljenja, u kojem se za iskuhavanje sirovine upotrebljavala sumporasta kiselina i kalcijev hidrogensulfit. U tom se postupku lug nije regenerirao (obnavljao), a njegovo je sekundarno iskorištavanje bilo ograničeno. Djelomična regeneracija luga moguća je upotrebom magnezijeva hidrogensulfita, što je u ekološkom smislu mnogo povoljnije.
Sulfatna celuloza proizvodi se postupkom koji je primjenjiv za preradu svih vrsta drveta (četinara i lišćara) bez obzira na količinu smole, pa i za preradu stabljika različitih trava. Odlikuje se dugim i čvrstim vlaknima, koja su manje oštećena nego u sulfitnoj i natronskoj celulozi. Od sulfatne celuloze proizvodi se vrlo čvrst papir, koji u nebijeljenom stanju služi u prvom redu kao omotni papir, zatim kao kabelski i kondenzatorski papir, i slično. Bijeljena sulfitna i sulfatna celuloza proizvodi se obradom oksidirajućim sredstvima. Neka od tih sredstava bijele celulozu razgrađivanjem obojenih primjesa, a druga samo prevode obojene primjese u bezbojne. Pri tom se djelomično uklanja i preostali lignin, pa se dobiva vrlo kvalitetna celuloza, koja služi za proizvodnju pisaćih i tiskovnih, bankpost, ofsetnog i drugih vrsta finih papira i kartona.

## Lužnati ili sulfatni postupak
Najprije je bio otkriven natronski postupak, a potom sulfatni. Natronskim se postupkom dobije slabija celuloza s niskim iskorištenjem, dok se sulfatnim dobije mehanički jaka celuloza. S obzirom na to da su obje vrste celuloze jake smeđe boje i teško bijeljive, upotreba tih celuloza je dugo vremena bila ograničena samo za ovojne papire i papire za vreće. Tek uveđenjem višestupanjskog bjeljenja je i ta celuloza ušla u proces proizvodnje papira.
Danas se najviše celuloze proizvodi upravo sulfatnim postupkom, jer se njime mogu preraditi sve vrste drveta pa i one koje sadrže veće postotke smole, zatim jednogodišnje biljke, trstike, mehaničke karakteristike su bolje nego kod sulfitne celuloze, spaljivanjem otpadne lužnice je moguća regeneracija alkalija, te su smanjeni problemi s otpadnim vodama, drvo nije potrebno tako dobro očistiti, kao kod sulfitnog postupka.
Postupak ima, glede sulfitne celuloze i nedostatke: iskorištenje iz drvne mase je niže, sposobnost bijeljenja je više ograničena i troškovi bijeljenja su viši. Kuhači za kuhanje sječke su kapaciteta oko 200 m3. Sječka se kuha s jakom lužinom. Temperatura kuhanja kreće se od 170 do 190 °C uz tlak od 7 do 11 bara. Zagrijavanje kuhača traje 1 do 2,5 sata, a sam proces kuhanja 1 do 2 sata. Zagrijavanje kuhača vrši se posredno (indirektno). Po kuhanju se celuloza zajedno s crnom lužnicom ispušta u spremnik u kojem se odvajaju pare, a celuloza dovodi na normalni atmosferski tlak. U sljedećem koraku, odvaja se crni lug i odvodi na regeneraciju, a celuloza se odvodi na sortiranje, ispiranje mlazom vode, te bijeljenje.
Cilj bijeljenja je povećanje bjeline vlaknastog materijala odnosno uklanjanje žućkastog tona iz vlaknastog materijala, koji potječe iz prethodnih koraka obrade. Bijeljenje se odvija u 5 ili 6 koraka u tornjevima za bijeljenje.
Obijeljena celuloza odlazi zatim na odvodnjavanje. Ako je papirnica u blizini, celuloza se odvodni do 5 - 6% koncentracije i kao takva se crpi za preradu u papir. Priprema li se celuloza za prijevoz (transport) drugim papirnicama, odvodnjavanje i sušenje celuloze je do 85 - 90% suhe tvari. Završni korak je rezanje celuloze i pakiranje u 200 kg bale, označavanje i skladištenje.